# جورج مارتنز (سياسي)
جورج مارتنز (بالإنجليزية: George Martens)‏ هو نقابي وسياسي أسترالي، ولد في 1874 في أستراليا، وتوفي في 23 أغسطس 1946 في نفس البلد. حزبياً، نشط في حزب العمال الأسترالي. وقد انتخب عضو مجلس النواب الأسترالي عن دائرة هربرت ‏ (17 نوفمبر 1928 – 16 أغسطس 1946).